# Шаранавты. Герои космоса
Шаранавты. Герои космоса — российский мультсериал про отважных космических героев, защищающих Шаралактику.

## Сюжет
Трое неразлучных друзей, всегда готовых спасти Шаралактику!
Энек, Бенек и Ники — круглые супергерои, всегда готовые спасти Шаралактику от космических злодеев-шурумбов, которые захватывают планеты с помощью негативных эмоций.
Если в Шаралактике случается беда, кто-то расстроен, испуган или грустит, значит, шаранавтам пора приниматься за дело! То есть, веселиться, озорничать и бороться со злом.
Забавные герои всегда найдут способ помочь тем, кто попал в затруднительное положение, причем сделают это так необычно и забавно, что все просто попадают со смеху!

## Персонажи
- Энек — ученик школы. Очень любит учиться. У него есть ответы на все вопросы. Иногда у него бывают недопонимания с Бенеком, но друзья быстро мирятся. Ведь самое главное — это победить главных злодеев, шурумбов.
- Бенек — ученик школы. Всегда стоит на страже добра. Готов сражаться со всеми вредными обитателями Шаралактики. Он никогда не сидит на месте, скука — это не про него! Дружит с Энеком и Ники.
- Ники — ученица школы. Несмотря на то, что она стоит на страже Шаралактики, Ники никогда не забывает о красоте. Ведь она уверена, что Шаралактику от злобных шурумбов спасет только красота!
- Заяц-Бац — жёлтый голографический заяц, друг всех шаранавтов. С энтузиазмом помогает Энеку, Бенеку и Ники и сообщает им о новых проделках шурумбов.

- Робот — коллега зайца Баца. Любит заботиться об Энеке, Бенеке и Ники. Говорит про народную медицину.

- Злодей Игнациус — был выгнан из школы шаранавтов. Любит свою игрушку - медведя с одним глазом. Часто мстит шаранавтам.

## Съёмочная группа
| Создатели мультсериала «Шаранавты. Герои космоса» | Создатели мультсериала «Шаранавты. Герои космоса»                                                                        |
| ------------------------------------------------- | --- |
| Режиссёры                                         | Игорь Вейштагин, Джалиль Ризванов, Ольга Лопато, Олег Хрушков                                                            |
| Продюсеры                                         | Анастасия Павлович, Даниил Глушанюк, Юрий Годес, Дмитрий Миронов, Илья Попов                                             |
| Сценаристы                                        | Дмитрий Яковенко, Джалиль Ризванов, Иордан Кефалиди                                                                      |
| Композиторы                                       | Денис Давыдов, Михаил Чертищев                                                                                           |
| Художник-постановщик                              | Алёна Ромашкина |
| Аниматоры                                         | Ольга Кудрявцева, А. Погребняк, Иван Пшонкин, О. Шевцов, Н. Горак, А. Волков, М. Москалева, Милана Федосеева, Е. Веселко |
| Композинг                                         | Мария Малая, Д. Ким |
| Звукорежиссёр                                     | Денис Давыдов |

## Роли озвучивали

#### Озвучивание (1—9 серии) (2016—2017)
- Алексей Николаев
- Алексей Духовников
- Ольга Донец

#### Озвучивание (10—20 серии) (2018)
- Сергей Куприянов
- Станислав Войнич
- Виктория Слуцкая

## Список серий
| №         | Название                         |
| 2016—2017 | 2016—2017                        |
| --------- | -------------------------------- |
| 1         | Новобранцы                       |
| 2         | Полная разморозка                |
| 3         | Део-Родео                        |
| 4         | День жестянщика (Часть 1)        |
| 5         | День жестянщика (часть 2)        |
| 6         | Ням-Ням (Часть 1)                |
| 7         | Ням-Ням (Часть 2)                |
| 8         | Лучшее шоу Шаралактики (Часть 1) |
| 9         | Лучшее шоу Шаралактики (часть 2) |
| 2018      |                                  |
| 10        | Вулкан                           |
| 11        | На страже порядка                |
| 12        | Зуб                              |
| 13        | Старый враг                      |
| 14        | Молчанка                         |
| 15        | Библиотека                       |
| 16        | Снежная планета                  |
| 17        | Квамба                           |
| 18        | Новая звезда                     |
| 19        | Гонка                            |
| 20        | Лучшая вечеринка                 |

## Игра
Изначально «Шаранаты: герои космоса» была игрой выпущенной создателями «шарарама», а при разработке имела название «Смешарики: звёздные приключения». И только потом выпустили мультсериал посвящённой игре. 
Эта игра имеет жанр ММО (Massively Multiplier Online) королевской битвы и имела несколько игровых режимов: 
• В первом режиме нужно было захватить реакторы на корабле и не дать сделать это оппонентам.
• Во втором нужно было отбить у противостоящей вам команде морковку находящуюся в центре карты и посадить её у себя на базе.

## Участия в конкурсах
Мультсериал участвует в конкурсной программе фестиваля Суздаль-2018.